# Creobroter insolitus
Creobroter insolitus är en bönsyrseart som beskrevs av Max Beier 1942. Creobroter insolitus ingår i släktet Creobroter och familjen Hymenopodidae. Inga underarter finns listade i Catalogue of Life.